# Fiamme sulla grande foresta
Fiamme sulla grande foresta (Spoilers of the Forest) è un film del 1957 diretto da Joseph Kane.
È un western statunitense ambientato in Montana con Rod Cameron, Vera Ralston e Ray Collins.

## Produzione
Il film, diretto da Joseph Kane su una sceneggiatura di Bruce Manning, fu prodotto dallo stesso Kane per la Republic Pictures e girato da fine ottobre al 2 novembre 1956.

## Distribuzione
Il film fu distribuito con il titolo Spoilers of the Forest negli Stati Uniti dal 5 aprile 1957 al cinema dalla Republic Pictures.
Altre distribuzioni:
- in Messico il 26 gennaio 1963 (Tierras de tormento)
- in Brasile (Floresta Ensanguentada)
- in Italia (Fiamme sulla grande foresta)

## Critica
Secondo il Morandini il film è un cosiddetto timberland western, ossia un "melodramma forestale di taglio ecologico"; un innocuo prodotto di serie B.

## Promozione
La tagline è: The Last Frontier Of Untamed Woman...And Fighting Men!.